# Sena Madureira

Localisation de Sena Madureira

Sena Madureira est une ville brésilienne de l'État de l'Acre. Sa population était estimée à 33 614 habitants en 2006. La municipalité s'étend sur 25 278 km2.

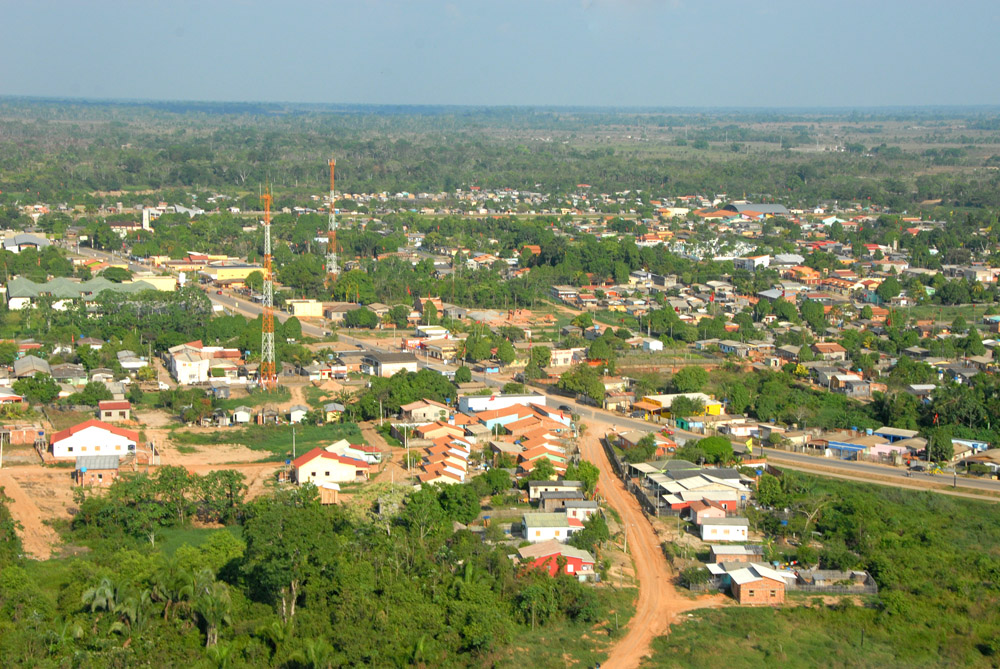

## Géographie
La forêt nationale de Macauã s'étend en partie sur le territoire de la municipalité.

## Maires
| Période | Période | Identité     | Étiquette | Qualité |
| ------- | ------- | ------------ | --------- | ------- |
| 2009    | 2012    | Nilson Areal | PR        |         |

## Villes voisines
Sena Madureira est voisine des municipalités (municípios) suivantes :
- Manoel Urbano ;
- Boca do Acre dans l'État d'Amazonas ;
- Bujari ;
- Rio Branco ;
- Xapuri ;
- Brasiléia ;
- Assis Brasil.

La ville est également limitrophe du Pérou.